# 登盛
登盛（1945年4月20日—），又稱吴登盛，緬甸政治、軍事人物，曾任缅甸联邦共和国总统、軍政府總理，卸任總統後至彬烏倫出家。

## 早年生活
登盛生於英屬緬甸伊洛瓦底省額不都鎮區，一個靠近海吉島的伊洛瓦底江三角洲地區的小村。他的父親叫做Maung Phyo，母親叫做欽妞。他是父母三個孩子中最小的一個。登盛的父母都是失去土地的農民，父親靠在河碼頭運貨和編竹蓆掙錢養家。在登盛的母親去世10年之後，登盛的父親成爲僧侶，且再也沒有还俗。

## 軍旅生涯
登盛毕业于缅甸军事学院，1997年4月，他出任缅甸国防军三角军区司令，2001年12月调任国防部军务署署长。2003年8月，登盛出任国家和平与发展委员会（简称“和发委”）第二秘书长，2004年10月升任“和发委”第一秘书长。2007年5月18日，登盛被任命为缅甸政府代总理，2007年10月24日，缅甸国家和平与发展委员会任命代总理登盛中将为政府新总理。

## 總理時期
2007年4月起，接替因病前往新加坡接受治療的梭溫出任代總理，同年10月24日正式接任總理，成為丹瑞政權最後一任總理。

## 總統時期

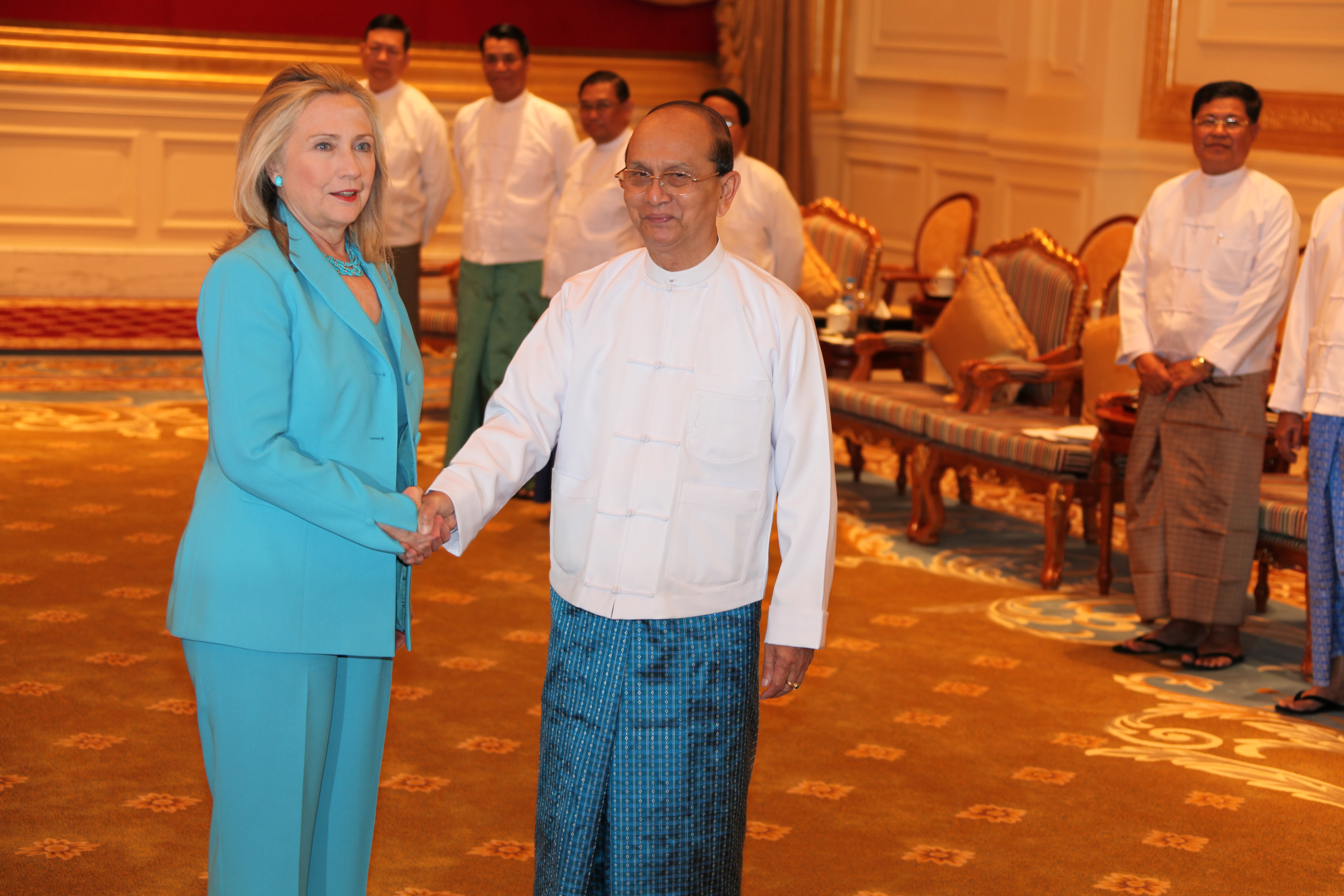
登盛與時任美國國務卿希拉里·罗德姆·克林顿會面

### 當選總統
2010年大選中作為軍政府支持的聯邦鞏固與發展黨領導人，最終取得80%議席勝出，但被部分國家指責舞弊。2011年2月4日，登盛獲緬甸國會選出成為新任緬甸總統，而緬甸國會也是二十多年來再次召開。但他与同样出身于前军人政府、時任国会众议院议长瑞曼之间存在着权力斗争。

### 地區政策
在就任總統的第一個月, 他要求東盟秘書長素林·比素萬支持緬甸成為2014年東盟峰會主席國。2011年7月，緬甸政府成立了一個由外交部長温纳貌伦領導的規劃委員會。在登盛任內，緬甸於2014年擔任東盟輪值主席國。东盟峰会于同年在内比都举行。

### 2012年內閣改組
2012年8月27日，登盛改組內閣，撤換大量保守派，起用改革派人士，加強與反對黨的溝通。

### 推行民主改革
2012年1月20日，他在接受《华盛顿邮报》采访时表示，缅甸改革“绝对不会走回头路”，“我们正处于迈向民主的正确道路上。正因为我们在正确的方向上，所以只能向前迈进。而且，我们也没有任何想要走回头路的意思”。他也敦促西方国家尽早解除对缅甸的制裁。
2012年1月30日，正在新加坡考察访问的登盛发言称：“国际社会应该继续对我们追求目标的努力予以支持和鼓励，因为一个年轻的民主国家正在这个地球上出现”，……“我向你们保证，我将竭我所能，在缅甸建立一个健康的民主体制。”
2012年9月29日，他在接受BBC采访时表示，他与翁山蘇姬之间没有任何问题，他正与她合作，如果缅甸人民在2015年缅甸大选中投票选择翁山蘇姬担任总统，他将给予支持。他说“翁山蘇姬是否能够成为国家领袖取决于缅甸人民的意愿，如果人民接受她，那么我也将必须接受她”。
2013年5月2日，鞏發黨證實總統登盛已經正式辭去該黨主席職務，时任聯邦議會人民院議長瑞曼接任鞏發黨主席（但在2015年8月據傳與登盛不合而被解除黨主席一職）。同年12月30日，他宣布特赦所有政治犯（預估約230人），包括尚在法院審理的案件也一律撤銷，所有被告必須立即釋放。人權團體讚揚稱緬甸政壇已逾25年未有如此大動作，登盛的特赦將帶來全面性的變革。

## 荣誉
2013年2月，登盛因积极推动国内政治与经济改革而被《海峡时报》评为「2012年度亚洲风云人物」。

## 出家为僧
离职前，有媒体爆料登盛将在卸任后于2016年4月1日在寺院出家，一位知情人士拒绝向媒体透露具体地点，但告知总统将会前去“一座安静祥和的小镇”。
据后续的Facebook贴文，登盛在彬乌伦接受南登慕喇弼班沙法师剃度，在当地一座佛寺中成为僧伽，法名法静（U Santi Dhamma）。